# Bis(2-ethylhexyl)-ftalát
Bis(2-ethylhexyl)-ftalát (DEHP) je lipofilní ester kyseliny ftalové, za běžných podmínek ve formě bezbarvé kapaliny.

## Použití
DEHP je používán hlavně jako změkčovadlo v plastech. Asi 90 % DEHP v Evropské unii je používáno k výrobě zboží z měkčeného PVC, např. ve zdravotnických pomůckách (infuzní a transfuzní sety aj.), v podlahových krytinách, v tapetách, v obalových fóliích atd. DEHP může činit asi 20 až 60 % hmotnosti výrobku, v infuzních a dialyzačních setech to bývá kolem 25 %.
Jediným výrobcem DEHP v České republice je DEZA a.s. ve Valašském Meziříčí.

Izomerie

## Vlastnosti a regulace
DEHP je evropskou směrnicí EU 67/548/EHS o klasifikaci a označování nebezpečných látek řazen mezi látky toxické pro reprodukci.
DEHP je evropskou směrnicí 2003/15/EHS zakázáno v kosmetických přípravcích a rozhodnutím Evropské komise 1999/815/ES zakázáno (společně s pěti dalšími ftaláty – DIDP, DINP, DBP, BBP a DNOP) v hračkách a předmětech, které děti do 3 let vkládají do úst.
DEHP je řazen mezi prioritní rizikové látky v oblasti vodní politiky EU. Podle Přílohy X rámcové směrnice 2000/60/ES představuje významné riziko pro vodní prostředí.
Úřad pro hodnocení zdravotních rizik ze životního prostředí státu Kalifornie zařadil DEHP na seznam rizikových látek a výrobky obsahující DEHP musí být od roku 2004 opatřeny varováním pro spotřebitele.

## Škodlivé účinky DEHP
Podle studií na zvířatech může DEHP vyvolávat poruchy sexuální vývoje samčích mláďat savců, např. vrozené vývojové vady prostaty, varlat a penisu, močové trubice nebo změny produkce spermií. DEHP může způsobit smrt plodu v děloze, vyšší riziko smrti po narození, vrozené vývojové vady srdce a cév, narušení funkcí jater nebo poruchy srdeční frekvence.
DEHP zbůsobují značný počet úmrtí přes srdeční choroby.

## Prioritní nebezpečná látka v EU
28. října 2008 Evropská agentura pro chemické látky zveřejnila oficiální seznam prioritních nebezpečných chemikálií, které vzbuzují mimořádné obavy a budou podléhat autorizaci v rámci směrnice REACH ,. Spolu s dalšími dvěma ftaláty do něj byl zařazen i DEHP.